# Plusiodonta casta
Plusiodonta casta är en fjärilsart som beskrevs av Butler 1878. Plusiodonta casta ingår i släktet Plusiodonta och familjen nattflyn. Inga underarter finns listade i Catalogue of Life.